# ماریا گابریل
ماریا ایوانووا گابریل (انگلیسی: Mariya Ivanova Gabriel؛ با نام خانوادگیِ پدریِ ندلچوا، زادهٔ ۲۰ مهٔ ۱۹۷۹) سیاست‌مدار اهل بلغارستان و عضو حزب شهروندان برای توسعهٔ اروپایی بلغارستان (GERB) است. او همچنین کمیسر اقتصاد و جامعه دیجیتال اتحادیهٔ اروپا است. پیش از این، او از ۲۰۰۹ تا ۲۰۱۷ نماینده پارلمان اروپا بود. در پارلمان اروپا گابریل نایب رئیس گروه پارلمانی حزب مردم اروپا، نایب رئیس گروه زنان حزب مردم اروپا و رئیس نمایندگان بلغاری حزب مردم اروپا بود.
| مناصب سیاسی                | مناصب سیاسی                                           | مناصب سیاسی |
| -------------------------- | ----------------------------------------------------- | ----------- |
| پیشین: کریستالینا گئورگیوا | کمیسر اتحادیه اروپا از بلغارستان ۲۰۱۷–اکنون           | در حال تصدی |
| پیشین: آندروس آنسیپ موقت   | کمیسر اقتصاد و جامعه دیجیتال اتحادیه اروپا ۲۰۱۷–اکنون | در حال تصدی |